# Herinneringsmedaille aan het Gouden Huwelijk van Koning Christiaan IX en Koningin Louise
De Herinneringsmedaille aan het Gouden Huwelijk van Koning Christiaan IX en Koningin Louise van Denemarken werd in 1892 ingesteld om het 50-jarig huwelijk van Koning Christiaan IX van Denemarken en Koningin Louise, een Duitse prinses, te herdenken. Het ontwerp is terug te voeren op een tekening van de koningin, de naam Schmahlfeld wordt genoemd als juwelier.
Er werden drie varianten aangemaakt.
- Verguld zilver

Het ovale verguld zilveren versiersel is gedeeltelijk rood en wit geëmailleerd wordt aan een hemelsblauw lint op de linkerborst of aan een strik van hetzelfde lint op de linkerschouder gedragen.
Binnen een gouden lauwerkrans zijn een verstrengelde goudgerande witte "L" en een goudgerande rode "C" aangebracht. Op de lauwerkrans staan de jaartallen 1842 en 1892 en de datum "26 Mai". Als verhoging is de Deense kroon aangebracht. De keerzijde is vlak. Er werden 98 stuks aangemaakt waarvan 71 werden uitgereikt. Het weegt 11.2 gram en is 45 millimeter hoog en 28 millimeter breed.
- Brons

Het bronzen versiersel is gelijk aan het verguld zilveren decoratie maar de koninklijke initialen zijn zwartgemaakt. Het wordt aan een hemelsblauw lint op de linkerborst of aan een strik van hetzelfde lint op de linkerschouder gedragen.
Er werden 22 stuks aangemaakt waarvan 20 werden uitgereikt.
Medailles van Verdienste ·
Medaille voor Langdurige Dienst ·
Medaille "Ingenio et Arti" ·
Medaille voor Nobele Daden ·
Ereteken van het Deense Rode Kruis ·
Medaille van Verdienste voor de Groenlandse Onafhankelijkheid ·
Herinneringsmedaille aan de 70e Verjaardag van Hare Majesteit Koningin Margrethe
Herinneringsmedaille aan de 75e Verjaardag van Prins Henrik

Zie ook: Historische Orden van Denemarken · Onderscheidingen in Denemarken